# Union Station, Kansas City

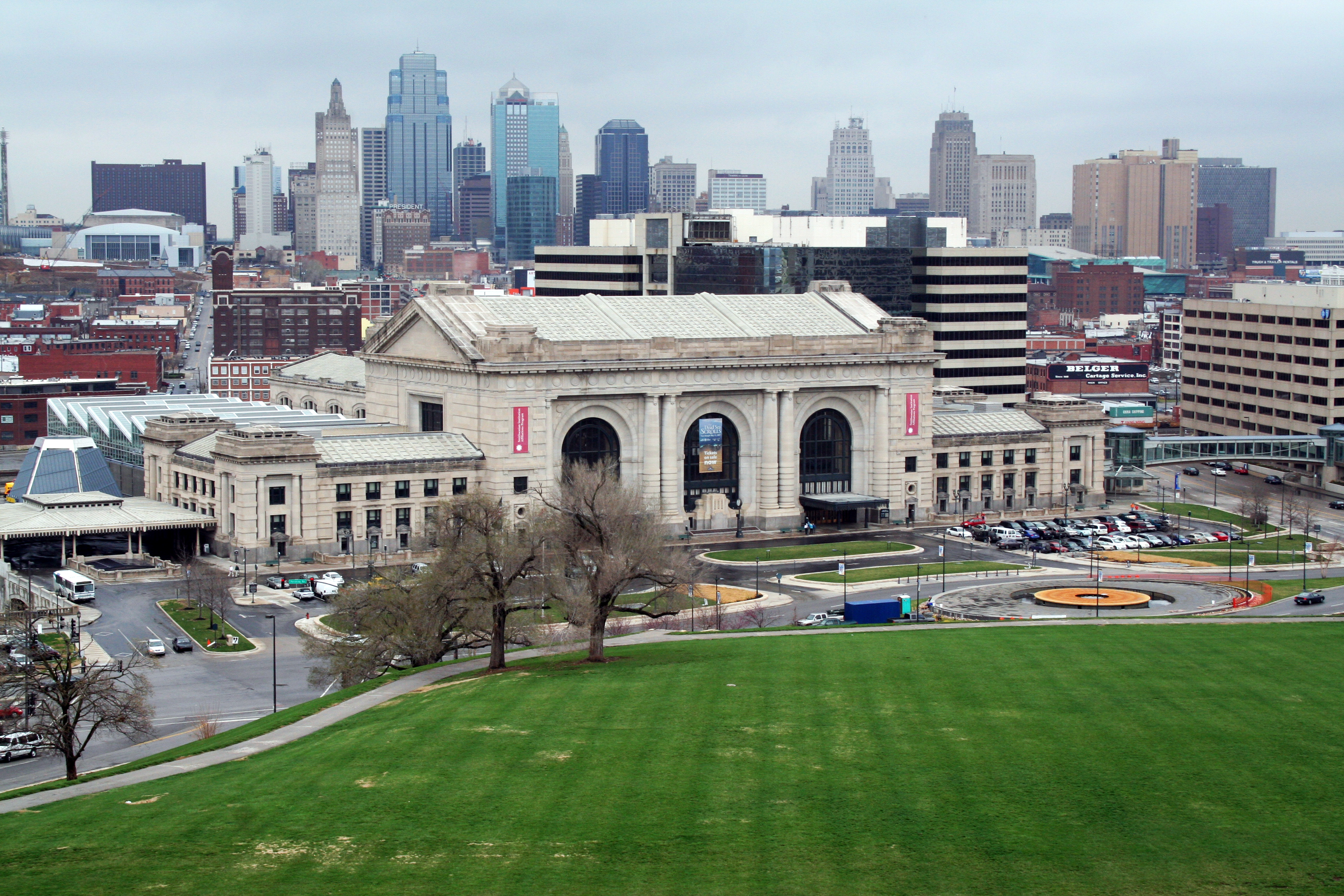
Union Station i Kansas City, Missouri. På den stora planschen i mittersta fönsteröppningen kan reklam ses för en utställning om Dödahavsrullarna.

Union Station i Kansas City, Missouri, uppfördes år 1914. Byggnaden ersatte den existerande järnvägsstationen som låg i ett översvämningsområde. Med en byggnadsyta på nästan 79 000 kvadratmeter innehöll byggnaden ursprungligen 900 rum och kunde hysa tiotusentals passagerare. 1945 beräknas 678 363 passagerare ha använt Union Station. 1973 hade den siffran sjunkit till 32 842 passagerare. 1933 kunde Union Station ses i tidningsrubriker runt om i landet, då ett gäng genom att skjuta ned fyra obeväpnade FBI-agenter försökte frita Frank Nash, som dock också dödades under eldgivningen.
Efter att ha undgått att rivas ner under 80-talet renoverades stationen mellan 1996 och 1999 till en kostnad av ungefär 250 miljoner dollar varav hälften finansierades av en åttondels cent momshöjning i fem närliggande countyn och resten kom från privata investerare och statliga bidrag. Union Station har sedan dess ökat i popularitet då en mängd restauranger öppnats och utställningar (bland annat om Dödahavsrullarna och Liberty Bell 7) hållits. Idag drivs Union Station helt utan statliga eller offentliga bidrag. Amtrak trafikerar idag tågdelen av Union Station.